# Turmhügel Tegernbach
Der Turmhügel Tegernbach ist eine abgegangene Turmhügelburg (Motte) des hohen oder späten Mittelalters 380 m südöstlich der Pfarrkirche Mariä Himmelfahrt in Tegernbach auf dem Schlossberg bei Tegernbach in der Gemeinde Rudelzhausen im oberbayrischen Landkreis Freising. Die Anlage wird als Bodendenkmal unter der Aktennummer D-1-7436-0002 im Bayernatlas als „Burgstall des hohen oder späten des Mittelalters ("Schlossberg")“ geführt. 350 m westlich davon liegt das abgegangene Schloss Tegernbach.
Der Turmhügel in Spornlage auf einer Geländestufe ist nach Osten durch einen ausgehobenen halbrunden Abschnittsgraben von der angrenzenden Hochfläche getrennt. Auf dem kleinen Turmhügelplateau finden sich nur schwache künstliche Bodenstrukturen, kein Mauerwerk.